# Joseph Tairraz

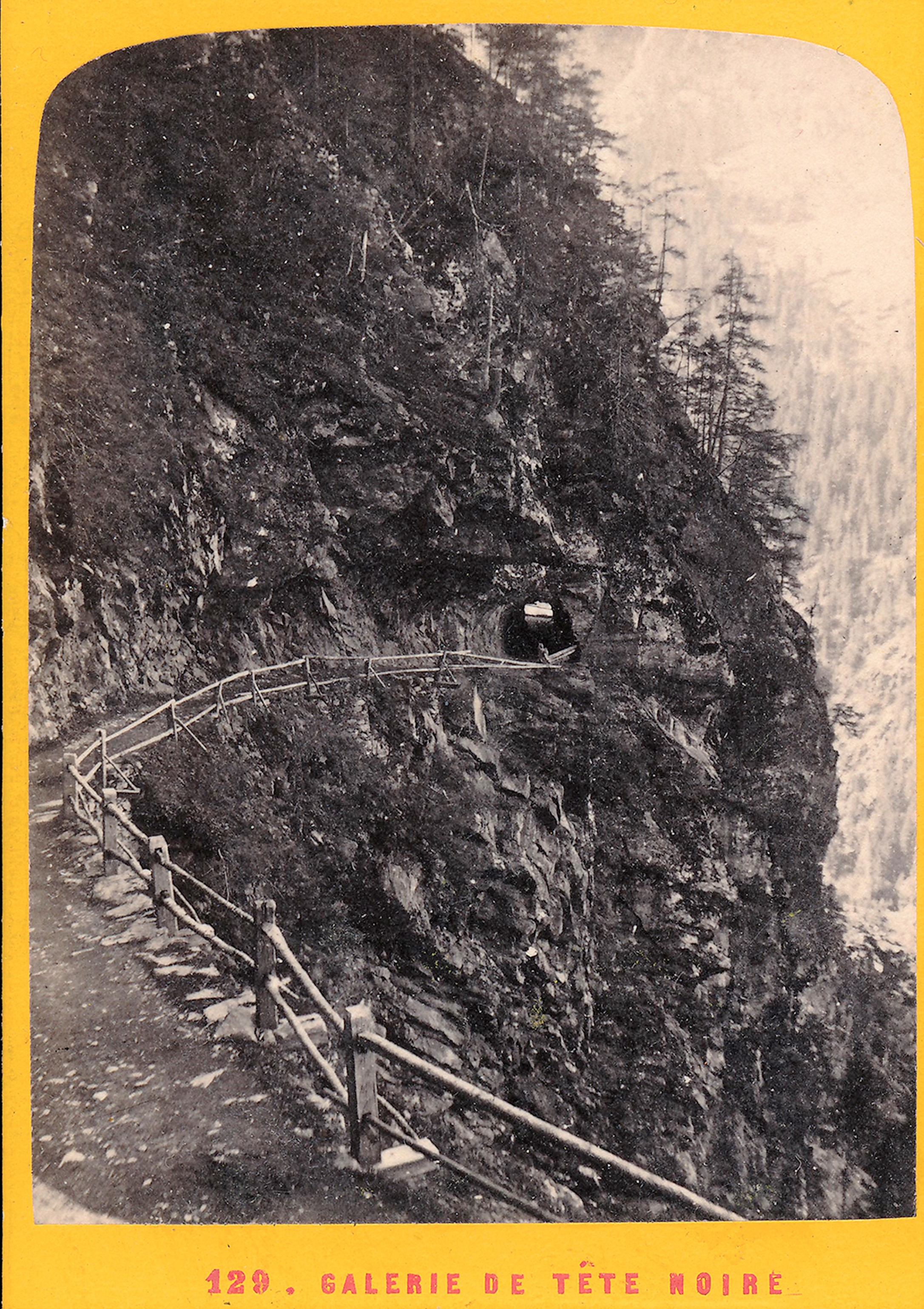
Photographie de Joseph Tairraz. Galerie de Tête Noire Trient 1870

Joseph Tairraz (né à Chamonix-Mont-Blanc le 30 janvier 1829 et mort le 1er janvier 1902), issu d'une famille paysanne de Chamonix, est un guide de montagne et photographe français, arrière-grand-père de Pierre Tairraz. 

## Biographie
Pionnier de la photographie de haute montagne, Joseph Tairraz s'initie à la technique du daguerréotype dès 1857. Il acquiert une chambre noire et crée son propre studio. Il est le premier, avec les frères Bisson, à réaliser une photographie depuis le sommet du mont Blanc, en 1861. 
Il porte un intérêt particulier à l'enregistrement photographique du mouvement des glaciers. Il participe notamment à l'expédition scientifique du glaciologue John Tyndall sur la Mer de Glace. C'est lui qui a l'idée, quelques années plus tard, d'installer des repères fixes sur les rives du glacier comme instrument de mesure. Les photographies réalisées chaque année au même endroit par Joseph, son fils Georges I et son petit-fils Georges II, permettent de suivre l'évolution du glacier au fil du temps.